# Sultan Rakhmanov
Sultan Rakhmanov (né le 6 juillet 1950 et mort le 5 mai 2003 à Dnipro) est un haltérophile soviétique.

## Carrière
Sultan Rakhmanov participe aux Jeux olympiques de 1980 à Moscou et remporte la médaille d'or dans la catégorie des poids +110 kg.